# Falsistrellus tasmaniensis
Falsistrellus tasmaniensis é uma espécie de morcego da família Vespertilionidae. Endêmica da Austrália.